# Shirley Valentine - La mia seconda vita
Shirley Valentine - La mia seconda vita (Shirley Valentine) è una commedia del 1989 diretta da Lewis Gilbert. Il film, tratto dall'omonimo testo teatrale di Willy Russell, fa ampio uso della tecnica cinematografica nota come camera-look: in molte scene la protagonista infrange la quarta parete e si rivolge direttamente allo spettatore. 

## Trama
Shirley Valentine è una casalinga di quarantadue anni con due figli ventenni, indipendenti ma un po' sbandati. Il suo abitudinario marito Joe gestisce un'officina. Shirley da studentessa era una ribelle – tanto da abbandonare la scuola – mentre adesso, immersa nel solito tran tran, per lenire la sua solitudine si accontenta di confidare i propri pensieri alla parete della cucina. Quando la sua migliore amica vince due biglietti per Mykonos e le chiede di partire con lei per due settimane, Shirley avvia i preparativi della partenza. Sarà un viaggio alla scoperta di se stessa. Conosce un isolano, il baffuto Costas, con cui trascorre momenti di passione, e terminati i quindici giorni di vacanza gli chiede di essere assunta nel suo bar. Shirley sarà in seguito raggiunta da Joe, per ricominciare (forse) la vita coniugale su nuove basi.

## Riconoscimenti
- 1990 - Premio Oscar
  - Candidatura Migliore attrice protagonista a Pauline Collins
  - Candidatura Miglior canzone (The Girl Who Used to Be Me) a Marvin Hamlisch, Alan e Marilyn Bergman
- 1990 - Golden Globe
  - Candidatura Miglior film commedia o musicale
  - Candidatura Miglior attrice in un film commedia o musicale a Pauline Collins
  - Candidatura Migliore canzone originale (The Girl Who Used to Be Me) a Marvin Hamlisch, Alan e Marilyn Bergman
- 1990 - Premio BAFTA
  - Miglior attrice protagonista a Pauline Collins
  - Candidatura Miglior film a Lewis Gilbert
  - Candidatura Miglior sceneggiatura non originale a Willy Russell